# Camptosorus sibiricus
Camptosorus sibiricus là một loài thực vật có mạch trong họ Aspleniaceae. Loài này được Rupr. miêu tả khoa học đầu tiên năm 1845.